# 불럭 (소)

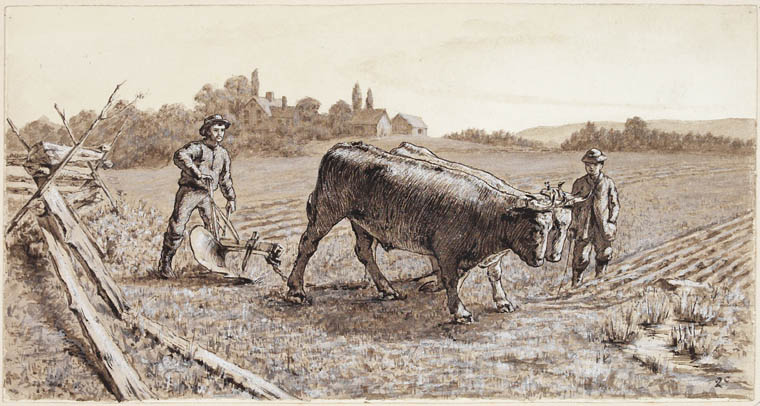

불럭(bullock)은 사역동물로 훈련되고 사용되는 소이다. 불럭은 일반적으로 거세된 성체 수컷 소이다. 거세는 테스토스테론과 공격성을 억제하여 수컷을 유순하고 함께 일하기에 더 안전하게 만든다.
불럭은 쟁기질, 운송(수레 끌기, 마차 끌기, 심지어 타기까지), 짓밟아 곡식을 타작하는 데, 곡식을 갈거나 관개용으로 공급하는 기계에 동력을 공급하는 데 사용된다. 불럭은 특히 영향이 적은 선택적 절단 벌목에서 숲의 통나무를 미끄러지는 데 사용될 수도 있다.
불럭은 보통 쌍으로 멍에를 메고 있다. 좋은 도로에서 가정 용품을 운반하는 것과 같은 가벼운 작업은 한 쌍만 필요할 수 있는 반면, 무거운 작업의 경우 필요에 따라 더 많은 쌍의 소가 추가된다. 좋지 않은 지면 위의 무거운 짐에 사용되는 팀은 9쌍 또는 10쌍을 초과할 수 있다.

## 같이 보기
- 오록스
- 달구지
- 축 (지지)
- 쇠꼬리